# 그린 라인 (워싱턴 메트로)

워싱턴 메트로 노선도

그린 라인(Green Line)은 워싱턴 D.C. 수도권에서 워싱턴 도시철도(Washington Metro) 시스템을 구성하는 여섯 개의 중형 지하철 노선 중 하나이다. 그린 라인은 브랜치 애비뉴에서 그린벨트까지 21개 역으로 구성된다. 그린 라인은 워싱턴 D.C.와 프린스조지스군, 메릴랜드주를 통과한다. 건설될 본래 지하철 계획에 있는 마지막 선이고, 워싱턴 시를 통한 3개의 북남쪽 노선 중 하나이다. 옐로 라인에 역 9개와(출퇴근 시간에 13개역), 블루, 실버, 오렌지 라인에 약 하나와, 레드 라인에 역 2개와 공유한다.
그린 라인은 최고 용량으로 운행하는 19대의 열차(8량 열차 10대와, 9대의 6량 열차로 총 134량 구성)를 필요로한다.

## 운행 체계
그린 라인 선로는 1991년 5월 11일 U 스트리트-갤러리 플레이스 간의 3개 역에서 시작되었다. 처음에는 이 구간의 모든 열차가 헌팅턴 역에서 종료하는 옐로 라인 열차로 운행되었다. 그린 라인은 공식적으로 1991년 12월 28일 랑팡 플라자 역에서 남쪽으로 3곳 애너코스티어 행 노선으로 출발했다. 현재 마운트 버논 스퀘어(Mount Vernon Square) 북쪽의 옐로 라인 서비스가 중단되었으며 새로운 그린 라인에서만 서비스가 제공되었다. 1993년 12월 11일에 포트 토튼 역에서 그린벨트 역에 이르는 4개의 역 지선이 개통했다. 이 두 구간은 1999년 9월 18일에 두 역이 개설되었고 2001년 1월 13일에 브랜치 애비뉴(Branch Avenue)행으로 마지막 5개역이 열리고 101-마일 (163 km) 메트로 전철 시스템이 완성되었다.
포트 토튼의 북쪽 지선이 개통된 후, Green Line Commuter Shortcut은 1997년 1월 27일 6개월 동안의 실험으로 시작되었으며, 포트 토튼에서 열차를 갈아 타지 않고도 레드 라인에서 패러것 노스 역까지 출퇴근 시간 및 여행 중 승객이 그린 라인 구간의 열차를 탈 수 있게 한다.; 사용량이 적은 시간에는 이동이 필요했다. 이는 포트 토튼 역 근처의 그린 라인과 레드 라인 사이의 단선(B & E 연결)을 활용하여 수행되었다. 이 shortcut은 그린 라인의 중간 도시 부분이 완료된 1999년 9월 17일까지 계속되었다고 알려져 있다.
2006년에 WMATA 이사회의 짐 그레이엄(Jim Graham)과 앤서니 A. 윌리엄스(Anthony A. Williams) 시장은 포트 토튼 역 또는 원래 계획되었던 북부 종착역인 그린벨트 역까지 옐로 라인 서비스를 연장할 것을 제안했다. 이들의 제안은 새로운 트랙의 건설을 포함하지 않았는데, 그 중 하나의 연장 구간이 기존의 그린 라인과 동일한 루트를 따라 운행되어 그 노선에서 과밀현상을 덜어주기 때문이다. 이사회의 교외 회원들은 처음에 이 제안을 거부했다. 2006년 4월 20일 레드 라인의 이용 증가로 인한 타협을 통해 WMATA 이사회는 비혼잡 시간 동안 포트 토튼 역까지 옐로 라인 연장을 승인했다. 18개월간의 시범 프로그램은 2006년 12월 31일 워싱턴 DC에 575만 달러의 비용으로 시작되었다. 2011년 기준 현재에도 비혼잡 서비스는 계속되고 있다.
내부적으로, 그린 라인은 그린벨트 루트(E)와 브랜치 애비뉴 루트(F)로 알려져 있으며, 갤러리 플레이스-차이나타운 역 (RTU 역번호는 F01로 브랜치 애비뉴 루트의 첫 번째 역이다.)의 하단 플랫폼의 중심에서 만난다.

## 경로

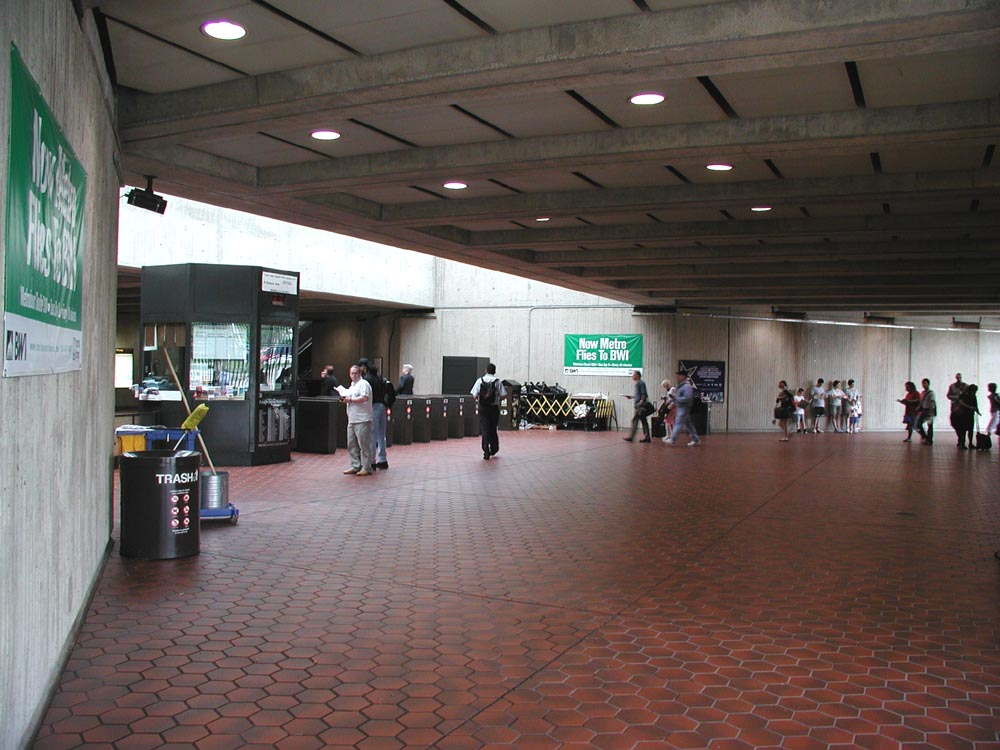
워싱턴 메트로의 그린 라인 북쪽 종착역인 그린벨트 역

그린 라인의 남쪽 종착지는 앤드류스 공군 기지(Andrews Air Force Base) 근처 캐피탈 벨트웨이 안의 브랜치 애비뉴(매릴랜드주도 제5호선)와 오스 로드(Auth Road)의 교차로 근처에 있다. 경로는 공원을 통해 북서쪽으로 이동하여 슈틀랜드 파크웨이(Suitland Parkway)의 오른쪽에 합류한다. 서던 애비뉴(Southern Avenue)를 따라 남동쪽으로 향하고 13번가 SE에서 북쪽으로 가면 슈틀랜드 파크웨이에 다시 합류한다. 그린 라인은 애너커스티어강(Anacostia River)을 건너 워싱턴 해군공창 아래에서 터널을 타고 M 스트리트 SE에서 서쪽으로 이동한다. 그런 다음 7번가 SW 아래의 터널에서 옐로 라인에 합류한다. 터널은 플로리다 애비뉴(Florida Avenue)와 U 스트리트 NW를 따라 서쪽으로 꺾은다음 14번가 NW에서 북쪽으로 향한다. 터널은 뉴햄프셔 애비뉴(New Hampshire Ave) NW 아래에서 북동쪽으로 꺾고, 포트 토튼 공원(Fort Totten Park)을 가로질러 레드 라인과 교차한다. 그린 라인은 포트 서클 공원(Port Circle Parks)과 퀸즈 채플 로드(Queens Chapel Road) 아래의 터널을 통해 동쪽으로 이어져 볼티모어 & 오하이오 철도(Baltimore & Ohio Railroad)를 따라 캐피탈 벨트웨이(Capital Beltway)에 인접한 그린벨트 역으로 나온다.
레드 라인과 함께 그린 라인은 버지니아에 들어오지 않는 두 개의 메트로 라인 중 하나이다.

## 역 목록
본 노선은 남쪽에서 북쪽까 다음 역으로 이루어져있다.
| 역명                                                                       | 역 번호 | 개업년도 | 환승 노선                                 | 비고                                                                     |
| -------------------------------------------------------------------------- | ------- | -------- | ----------------------------------------- | ------------------------------------------------------------------------ |
| 브랜치 애비뉴 Branch Avenue                                                | F11     | 2001     |                                           | 남부 시·종착역                                                           |
| 슈틀랜드 Suitland                                                          | F10     | 2001     |                                           |                                                                          |
| 네일러 로드 Naylor Road                                                    | F09     | 2001     |                                           |                                                                          |
| 서던 애비뉴 Southern Avenue                                                | F08     | 2001     |                                           |                                                                          |
| 콩그레스 하이츠 Congress Heights                                           | F07     | 2001     |                                           |                                                                          |
| 애너코스티어 Anacostia                                                     | F06     | 1991     |                                           |                                                                          |
| 네이비 야드-볼파크 Navy Yard – Ballpark                                    | F05     | 1991     |                                           |                                                                          |
| 워터프런트 Waterfront                                                      | F04     | 1991     |                                           |                                                                          |
| 랑팡 플라자 L'Enfant Plaza                                                 | F03     | 1977     | 옐로 라인 오렌지 라인 블루 라인 실버 라인 | 블루 라인, 오렌지 라인, 옐로 라인, 실버 라인으로 환승 가능               |
| 아카이브 Archives                                                          | F02     | 1983     | 옐로 라인                                 |                                                                          |
| 갤러리 플레이스 Gallery Place                                              | F01     | 1976     | 옐로 라인 레드 라인                       | 레드 라인으로 환승 가능                                                  |
| 마운트 버넌 스퀘어 Mount Vernon Square                                     | E01     | 1991     | 옐로 라인                                 | 혼잡 시간에는 옐로 라인이 종착함                                         |
| 쇼-하워드 대학교 Shaw – Howard University                                  | E02     | 1991     | 옐로 라인*                                | *비혼잡 시간 및 Rush+ 열차만 정차함                                      |
| U 스트리트 U Street                                                        | E03     | 1991     | 옐로 라인*                                | *비혼잡 시간 및 Rush+ 열차만 정차함                                      |
| 컬럼비아 하이츠 Columbia Heights                                           | E04     | 1999     | 옐로 라인*                                | *비혼잡 시간 및 Rush+ 열차만 정차함                                      |
| 조지아 애비뉴-페트워스 Georgia Avenue – Petworth                           | E05     | 1999     | 옐로 라인*                                | *비혼잡 시간 및 Rush+ 열차만 정차함                                      |
| 포트 토튼 Fort Totten                                                      | E06     | 1993     | 옐로 라인* 레드 라인                      | 레드 라인과 옐로 라인*으로 환승 가능 *비혼잡 시간 및 Rush+ 열차만 정차함 |
| 웨스트 하이어츠빌 West Hyattsville                                         | E07     | 1993     | 옐로 라인 (러시아워 전용)                 |                                                                          |
| 프린스 조지스 플라자 Prince George's Plaza                                 | E08     | 1993     | 옐로 라인 (러시아워 전용)                 |                                                                          |
| 칼리지 파크-유니버시티 오브 매릴랜드 College Park – University of Maryland | E09     | 1993     | 옐로 라인 (러시아워 전용)                 |                                                                          |
| 그린벨트 Greenbelt                                                         | E10     | 1993     | 옐로 라인 (러시아워 전용)                 | 북부 시·종착역                                                           |

## 계획
노선의 그린벨트 종착역에서 볼티모어 워싱턴 국제공항으로의 연장 제안이 연구되었다. 이 확장은 중부 메릴랜드의 로럴(Laurel)과 포트미드(Fort Meade) 지역에도 적용될 것이며, 워싱턴 메트로 시스템을 볼티모어 경전철과 연결시킬 예정이다.

## 같이 보기
- 워싱턴 메트로

## 참고 문헌
- Albanese, Jay S. Criminal Justice, 2000 Update. Boston: Allyn & Bacon, 1999. ISBN 0-205-31884-3
- Banks, James G. The Unintended Consequences: Family and Community, the Victims of Isolated Poverty. Lanham, Md.: University Press of America, 2004. ISBN 0-7618-2857-5
- Edleson, Harriet and Lindroth, David. The Little Black Book of Washington, DC: The Essential Guide to America's Capital. White Plains, N.Y.: Peter Pauper Press, 2007. ISBN 1-59359-868-8
- La Vigne, Nancy G. "Safe Transport: Security By Design on the Washington Metro." In Preventing Mass Transit Crime. Ronald V. Clarke, ed. Monsey, N.Y.: Criminal Justice Press, 2002. ISBN 1-881798-28-3
- Schrag, Zachary. The Great Society Subway: A History of the Washington Metro. Baltimore, Md.: Johns Hopkins University, 2006. ISBN 0-8018-8246-X

## 추가 참고 문헌
- Deiter, Ronald H. (1990). 《The Story of Metro: Transportation and Politics in the Nation's Capital》. Glendale, CA: Interurban Press. ISBN 0-916374-70-X.